# Públio Valério Marino
Públio Valério Marino (em latim: Publius Valerius Marinus) foi um senador romano nomeado cônsul sufecto para o nundínio de maio a agosto de 91 com Cneu Minício Faustino. Aparentemente era filho de Públio Valério Marino, o irmão arval designado cônsul por Galba mas cujo nome foi retirado da lista por ordem de Vitélio no ano dos quatro imperadores (69). 